# Смолянка (Псковська область)
Смолянка (рос. Смолянка) — присілок в Печорському районі Псковської області Російської Федерації.
Населення становить 16 осіб. Входить до складу муніципального утворення Лавровська волость.

## Історія
Від 2015 року входить до складу муніципального утворення Лавровська волость.

## Населення
| 2001 | 2002 | 2010 |
| ---- | ---- | ---- |
| 22   | ↘15  | ↗16  |